# Kanton Chabeuil
Kanton Chabeuil (fr. Canton de Chabeuil) je francouzský kanton v departementu Drôme v regionu Rhône-Alpes. Skládá se z 12 obcí.

## Obce kantonu
- Barcelonne
- La Baume-Cornillane
- Chabeuil
- Châteaudouble
- Combovin
- Le Chaffal
- Malissard
- Montélier
- Montmeyran
- Montvendre
- Peyrus
- Upie